# Yamaha XV1100 Virago
Yamaha Virago XV1100 это мотоцикл, производившийся компанией Yamaha Motor Corporation. Это один из серийных мотоциклов Yamaha линии «Virago» класса круизер с рабочим объёмом 1063 см3.
Интересен тем, что это круизер с карданым приводом на заднее колесо (а не цепью или ремнём), двухцилиндровым двигателем V-twin с воздушным охлаждением большого рабочего объёма и обилием хромированных деталей.

## История модели
Линия «Вираго» возникла в 1981 году с модели XV750. В 1982 увеличенный до 920 см3 двигатель стали производить и устанавливать на мотоциклы наряду с двигателем 750 см3 вместе с несколькими другими улучшениями. Двигатель был переработан в 1984 году, объём увеличили до 1000 см3. В 1986 объём двигателя ещё раз повысили до 1063 см3 и модель стала называться XV1100.
Конвейер по выпуску этой модели остановился в 2000 году. Её заменила новая линейка мотоциклов «Star» по стилю более подходящая к классу круизер. А Yamaha DragStar 1100 является преемником этой модели.

## Проблемы со стартером
По данным «Motorcyclist magazine», ранние версии Virago имеют конструктивный недостаток в системе запуска двигателя. Говорится о моделях 1982 и 1983 годов, однако точно такие же системы запуска устанавливались на моделях XV700 вплоть до 1988 года и XV920. Исправленная система запуска устанавливалась на модели XV1000 с 1984, потому, на моделях XV1100 и XV750 (начиная с 1989 года) проблемы отсутствуют.
Если вы вдруг заметите, что стартер не крутит двигатель, прокручиваясь вхолостую, не удивляйтесь — это вышла из строя его обгонная муфта. Устраняется либо заменой обгонной муфты, либо не слишком сложным «гаражным» ремонтом, который выполнят практически в любом нефирменном, но квалифицированном мотосервисе — муфта конструктивно идентична автомобильной. Петр Верховцев.